# Göran Wahlqvist
Göran Wahlqvist (* 5. Oktober 1937) ist ein schwedischer Badmintonspieler. 

## Karriere
Göran Wahlqvist gewann 1958 seinen ersten nationalen Titel in Schweden, dreizehn weitere folgten bis 1971. International siegte er unter anderem bei den Norwegian International und beim Turnier in Tröbitz.

## Sportliche Erfolge
| Saison    | Veranstaltung                                    | Disziplin    | Platz | Name                                                            |
| --------- | ------------------------------------------------ | ------------ | ----- | --------------------------------------------------------------- |
| 1954/1955 | Schweden: Einzelmeisterschaft U19                | Mixed        | 1     | Göran Wahlqvist / Ulla Pettersson (Smash / MAI)                 |
| 1954/1955 | Schweden: Einzelmeisterschaft U19                | Herrendoppel | 1     | Leif Strandh / Göran Wahlqvist (Smash)                          |
| 1957/1958 | Schweden: Einzelmeisterschaft                    | Herrendoppel | 1     | Bo Nilsson / Göran Wahlqvist (MAI / Smash)                      |
| 1958      | Norwegian International                          | Herrendoppel | 1     | Bo Nilsson / Göran Wahlqvist                                    |
| 1958/1959 | Schweden: Einzelmeisterschaft                    | Herrendoppel | 1     | Bo Nilsson / Göran Wahlqvist (MAI / Smash)                      |
| 1960/1961 | Schweden: Einzelmeisterschaft                    | Herrendoppel | 1     | Bengt-Åke Jönsson / Göran Wahlqvist (Smash)                     |
| 1961/1962 | Schweden: Einzelmeisterschaft                    | Herrendoppel | 1     | Bengt-Åke Jönsson / Göran Wahlqvist (Smash)                     |
| 1961/1962 | Schweden: Einzelmeisterschaft                    | Mixed        | 1     | Göran Wahlqvist / Eva Pettersson (BK Smash / Ystads BK)         |
| 1962      | Nordische Meisterschaften                        | Herrendoppel | 1     | Bertil Glans / Göran Wahlqvist                                  |
| 1962/1963 | DDR: Internationales Federballturnier in Tröbitz | Mixed        | 1     | Göran Wahlqvist / Eva Pettersson                                |
| 1962/1963 | DDR: Internationales Federballturnier in Tröbitz | Herrendoppel | 1     | Ferry Sonneville / Göran Wahlqvist                              |
| 1962/1963 | DDR: Internationales Federballturnier in Tröbitz | Herreneinzel | 3     | Göran Wahlqvist                                                 |
| 1962/1963 | Schweden: Einzelmeisterschaft                    | Mixed        | 1     | Göran Wahlqvist / Eva Pettersson (BK Smash / Ystads BK)         |
| 1965/1966 | Schweden: Einzelmeisterschaft                    | Herrendoppel | 1     | Willy Lund / Göran Wahlqvist (MAI)                              |
| 1965/1966 | Schweden: Einzelmeisterschaft                    | Mixed        | 1     | Göran Wahlqvist / Eva Twedberg (MAI)                            |
| 1966/1967 | Schweden: Einzelmeisterschaft                    | Herrendoppel | 1     | Willy Lund / Göran Wahlqvist (MAI)                              |
| 1966/1967 | Schweden: Einzelmeisterschaft                    | Mixed        | 1     | Göran Wahlqvist / Eva Twedberg 6 (MAI)                          |
| 1967/1968 | Schweden: Einzelmeisterschaft                    | Mixed        | 1     | Göran Wahlqvist / Eva Twedberg (MAI)                            |
| 1968/1969 | Schweden: Einzelmeisterschaft                    | Mixed        | 1     | Göran Wahlqvist / Eva Twedberg (MAI)                            |
| 1968/1969 | Schweden: Einzelmeisterschaft                    | Herrendoppel | 1     | Willy Lund / Göran Wahlqvist (MAI)                              |
| 1970/1971 | Schweden: Einzelmeisterschaft                    | Herrendoppel | 1     | Willy Lund / Göran Wahlqvist (MAI)                              |
| 1975/1976 | Schweden: Einzelmeisterschaft O35                | Herrendoppel | 1     | Berndt Dahlberg / Göran Wahlqvist (MFF-MAI / BK Carlskrona)     |
| 1975/1976 | Schweden: Einzelmeisterschaft O35                | Herreneinzel | 1     | Göran Wahlqvist (BK Carlskrona)                                 |
| 1975/1976 | Schweden: Einzelmeisterschaft O35                | Mixed        | 1     | Göran Wahlqvist / Anita Torstensson (BK Carlskrona / Malmö BMK) |
| 1976/1977 | Schweden: Einzelmeisterschaft O35                | Herrendoppel | 1     | Bertil Lindgren / Göran Wahlqvist (Aristo / BK Carlskrona)      |
| 1976/1977 | Schweden: Einzelmeisterschaft O35                | Herreneinzel | 1     | Göran Wahlqvist (BK Carlskrona)                                 |
| 1976/1977 | Schweden: Einzelmeisterschaft O35                | Mixed        | 1     | Göran Wahlqvist / Anita Torstensson (BK Carlskrona / Malmö BMK) |
| 1977/1978 | Schweden: Einzelmeisterschaft O35                | Herrendoppel | 1     | Berndt Dahlberg / Göran Wahlqvist (Eslöv / BK Carlskrona)       |
| 1977/1978 | Schweden: Einzelmeisterschaft O35                | Mixed        | 1     | Göran Wahlqvist / Anita Torstensson (BK Carlskrona / Malmö BMK) |